# Universidade de Jyväskylä
A Universidade de Jyväskylä, em finlandês Jyväskylän yliopisto (abreviatura JY), Finlândia, começou sua atividade em 1934 com o nome de Escola Superior de Ciências Pedagógicas, na  cidade Finlandesa de Jyväskylä. O nome atual data de 1966.
É uma universidade pública e tem mais ou menos 16.000 estudantes nas áreas de Educação, Matemática, Econômia, Ciências, etc.